# Котвиця (Колобжег)
Морский футбольний клуб «Котвиця» Колобжег (пол. Morski Klub Piłkarski Kotwica Kołobrzeg) — польський футбольний клуб з Колобжега, заснований у 1946 році. Виступає у Другій лізі. Домашні матчі приймає на Міському стадіоні, місткістю 3 014 глядачів.

## Історія назв
- 1946 — Спортивний клуб «Колеяж-Балтик»;
- 1948 — Спортивний клуб «Колеяж»;
- 1952 — Спортивні гуртки «Барка» та «Будовлані»;
- 1957 — Спортивний клуб «Барка»;
- 1958 —  Спортивний клуб «Котвиця»;
- 1974 — Міжорганізаційний спортивний клуб «Котвиця»;
- 1992 — Міський спортивний клуб «Котвиця»;
- 1997 — Міський футбольний клуб «Котвиця».
- 2025 — Морський футбольний клуб «Котвиця».